# 台北市鄉道列表
台北市鄉道列表列出台北市境內所轄鄉道，台北市獨立之鄉道系統全數於台北市升格為直轄市後解編，與鄰近縣市間跨縣鄉道則於2001年全數解編。其中北投、士林、內湖、南港、景美與木柵等早期位於臺北縣或陽明山管理局境內之鄉鎮之境內鄉道請參見1961年台北縣鄉道列表。表內之公路編號均為當時之編號，非今日之路線編號。若無另外註明，則表內鄉道均為1961年－1968年時編列之鄉道。
| 編號      | 起點              | 迄點                  | 里程  | 今日路線                                                                       |
| 市2線     | 臺北（台9線岔路） | 三張犁（市3線岔路）   | 4.290 | 信義路一－三段 → 文昌街                                                        |
| 北市25線  | 局市界            | 縣市界                | 1.152 | 劍南路                                                                         |
| 北市25線  | 縣市界            | 西湖（104線岔路）     | 1.152 | 劍南路                                                                         |
| 北市26線  | 臺北（104線岔路） | 縣市界                | 6.286 | 舊濱江街 → 下塔悠街 → 內湖橋                                                   |
| 北市100線 | 臺北（台9線岔路） | 縣市界                | 6.220 | 和平東路一－二段 → 崇德街 → 富陽街 → 臥龍街                                    |
| 北市12線  | 省市界            | 復興崗                | 2.472 | 稻香路。1969年因應原台北市升格而編列。 1976年改編北市13線。1983年改編北市3線。 |
| 北市14線  | 省市界            | 竹子湖                | 1.733 | 百拉卡公路。1969年因應原台北市升格而編列。 1976年改編為101甲線。               |
| 北市27線  | 內湖              | 省市界                | 3.150 | 康寧路 → 東湖街。 1969年因應原台北市升格而編列。1976年解編。                   |
| 北市17線  | 省市界            | 后山崎（台2甲線岔路） | 3.203 | 竹子山軍事管制區道路（Google Maps路線定位）。 1976年新編。1982年解編。         |
| 北市93線  | 省市界            | 臺北（台3線岔路）     | 0.804 | 中興橋 → 成都路 原為縣道，1976年降級，1977年再升級為104線。                    |